# Покровська сільська рада (Зіньківський район)
Покровська сільська рада — колишній орган місцевого самоврядування у Зінківському районі Полтавської області з центром у селі Покровське.

## Населені пункти
Сільраді були підпорядковані населені пункти:
- c. Покровське
- с. Василе-Устимівка
- с. Галійка
- с. Морози
- с. Стрілевщина
- с. Шкурпели